# Unadilla (geslacht)
Unadilla is een geslacht van vlinders van de familie snuitmotten (Pyralidae), uit de onderfamilie Phycitinae.

## Soorten
- U. albidiorella Richards & Thomson, 1932
- U. bidensana Swezey, 1933
- U. erronella Zeller, 1881
- U. floridensis Heinrich, 1956
- U. humeralis Butler, 1881
- U. maturella Zeller, 1881
- U. nasutella Hulst, 1890